# Franklin Delano Roosevelt Memorial
Das Franklin Delano Roosevelt Memorial ist eine Gedenkstätte in Washington, D.C. zur Erinnerung an US-Präsident Franklin Delano Roosevelt und seine Ära. Sie liegt im südöstlichen Teil der National Mall, am Ufer des Tidal Basins.

## Franklin Delano Roosevelt Memorial

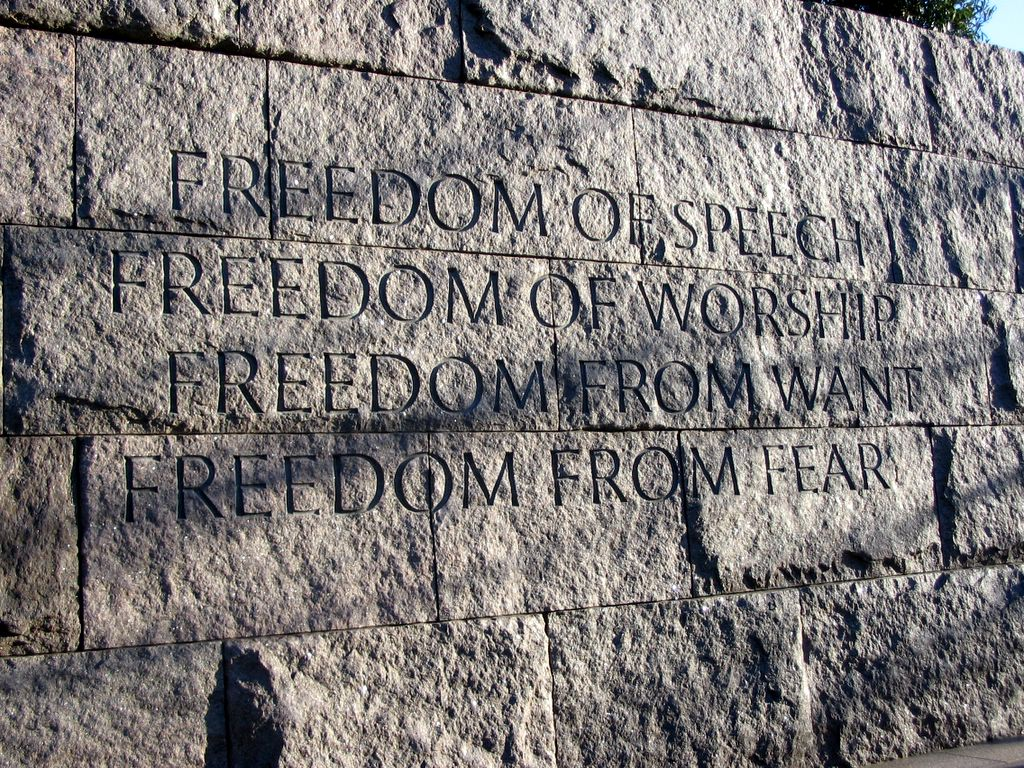
Die vier Freiheiten in eine Gedenkmauer graviert

Die am 2. Mai 1997 eingeweihte Gedenkstätte hat eine Gesamtfläche von 30.000 m². Vier verschiedene Bereiche führen durch 12 Jahre der Geschichte der Vereinigten Staaten, jeder Bereich steht für eine Amtszeit von Franklin Delano Roosevelt. Anhand von Fotografien angefertigte Skulpturen zeigen den 32. Präsidenten mit seinem Hund Fala und in seinem Rollstuhl. Andere Skulpturen zeigen Szenen der Weltwirtschaftskrise, z. B. Menschen, die einer Radioansprache von Roosevelt zuhören oder Männer, die an einer Suppenküche Schlange stehen. Eine Bronzestatue der First Lady Eleanor Roosevelt vor der Loge der Vereinten Nationen erinnert an ihr Engagement für die UN.
Angesichts Roosevelts Behinderung wollten die Gestalter ein Mahnmal schaffen, das für Menschen mit verschiedenen körperlichen Behinderungen zugänglich ist. Unter den Besonderheiten ist ein Bereich mit antastbaren Reliefs mit Beschriftung in Brailleschrift für Blinde. Trotzdem wurde das Denkmal von Behindertenaktivisten kritisiert. So sollen einige der Reliefs und der Beschriftungen so hoch angebracht worden sein, dass sie kein Blinder abtasten kann.
Die Statue von Franklin Roosevelt löste Diskussionen über seine Behinderung aus. Die Gestalter entschieden sich gegen den Plan, Roosevelt in einem Rollstuhl zu zeigen. Stattdessen sitzt der Präsident auf einem Stuhl, der von einem Umhang verdeckt wird. Er wird so dargestellt, wie ihn die Öffentlichkeit zu Lebzeiten gesehen hat. Roosevelts Abhängigkeit von einem Rollstuhl wurde zu Lebzeiten nie öffentlich gemacht, denn dies galt seinerzeit als Makel der Schwäche und Instabilität im Zusammenhang mit einer Behinderung. Viele wollten jedoch, dass die Behinderung gezeigt wird, da sie darin die Quelle seiner Kraft vermuteten. Andere Behinderten-Vertreter, die nicht unbedingt gegen die Darstellung im Rollstuhl waren, hatten Bedenken, dass Roosevelt durch eine solche Darstellung aufgrund seiner Behinderung zu einem Helden gemacht werden könnte.
Die Bildhauer fügten auf der Rückseite des Stuhles Rollen hinzu, die aber nur zu sehen sind, wenn man hinter der Statue steht.
Viele Behindertenvertreter waren trotzdem über die Statue verärgert.
Eine Gruppe angeführt von der Nationalen Organisation für Menschen mit Behinderungen sammelte im Laufe von 2 Jahren 1,65 Millionen US-Dollar, um dem Mahnmal eine Skulptur hinzuzufügen, die den Präsidenten im Rollstuhl zeigt. Im Januar 2001 wurde die zusätzliche Statue in der Nähe des Eingangs aufgestellt. Sie zeigt Roosevelt in einem Rollstuhl, der dem von ihm benutzten sehr ähnlich ist.
Fließendes Wasser ist ein wichtiger physikalischer und metaphorischer Bestandteil des Mahnmals. Jeder „Raum“ enthält einen Wasserfall. Wenn man von einem Raum zum nächsten geht, werden die Wasserfälle größer und komplexer. Dies spiegelt die zunehmende Komplexität der Präsidentschaft, die von den großen Umwälzungen der wirtschaftlichen Depression und des Weltkriegs beeinflusst wurde. Als das Mahnmal eröffnet wurde, wurden die Besucher aufgefordert, durch die Brunnen und Wasserfälle zu waten. Nach einigen Tagen verbot der National Park Service jedoch den Besuchern das Betreten der Wasserflächen, da sie keine Versicherung dafür fanden.
Reiseführer beschreiben die Symbolik der 5 Hauptwasserbereiche so:
- Ein einzelner großer Tropfen – Der Zusammenbruch der Wirtschaft, der zur Weltwirtschaftskrise führte
- Verschiedene größer werdende Tropfen – Die Tennessee Valley Authority Dammbau-Projekte
- Chaotische Wasserfälle mit verschiedenen Winkeln – Zweiter Weltkrieg
- Ein ruhendes Becken – Roosevelts Tod
- Eine breite Palette der vorhergehenden Wasserfälle – Ein Rückblick auf Roosevelts Präsidentschaft.

Kleinere Wasserfälle und ein Reflexionsbecken, die sich zwischen den „Räumen“ befinden, verleihen dem Thema Wasser Kontinuität.
Das Denkmal wurde von Lawrence Halprin entworfen und enthält Skulpturen und Arbeiten von Leonard Baskin, Neil Estern, Robert Graham, Thomas Hardy und George Segal. Das National Memorial gehört zu den National Mall and Memorial Parks. Als vom National Park Service verwalteter historischer Bereich, wird das Mahnmal seit seiner Eröffnung am 2. Mai 1997 im National Register of Historic Places gelistet.

## Roosevelts Gedanken über ein Denkmal
Gegenüber seinem Freund Felix Frankfurter hatte Roosevelt gesagt, dass er sich nur ein kleines, schlichtes Denkmal wünscht. Am 20. Jahrestag seines Todes wurde das Denkmal auf einer Rasenfläche an der Ecke von 9th Street und Pennsylvania Avenue aufgestellt.

## Galerie

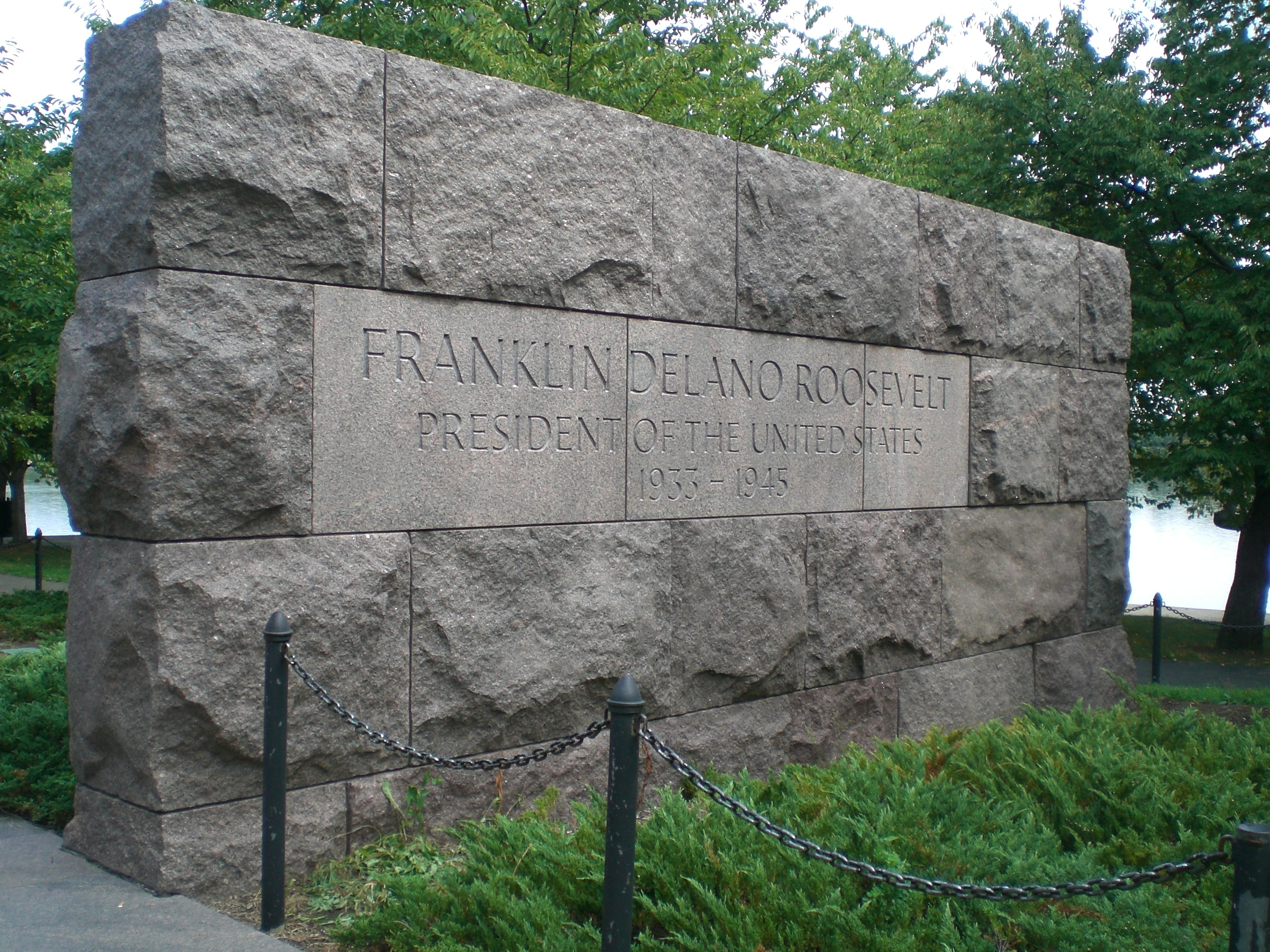
Schild außerhalb des Denkmals
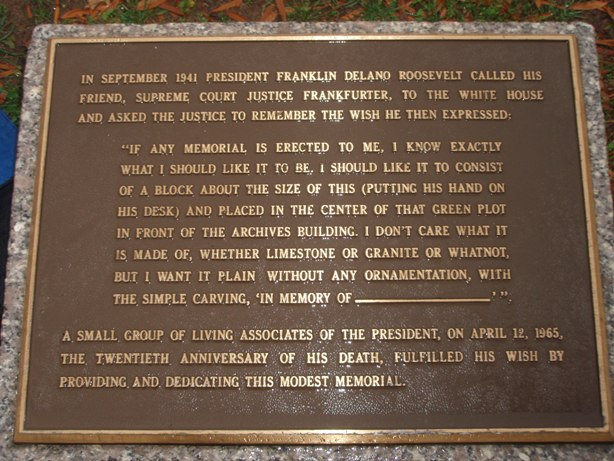
Tafel am ersten, kleineren FDR Memorial
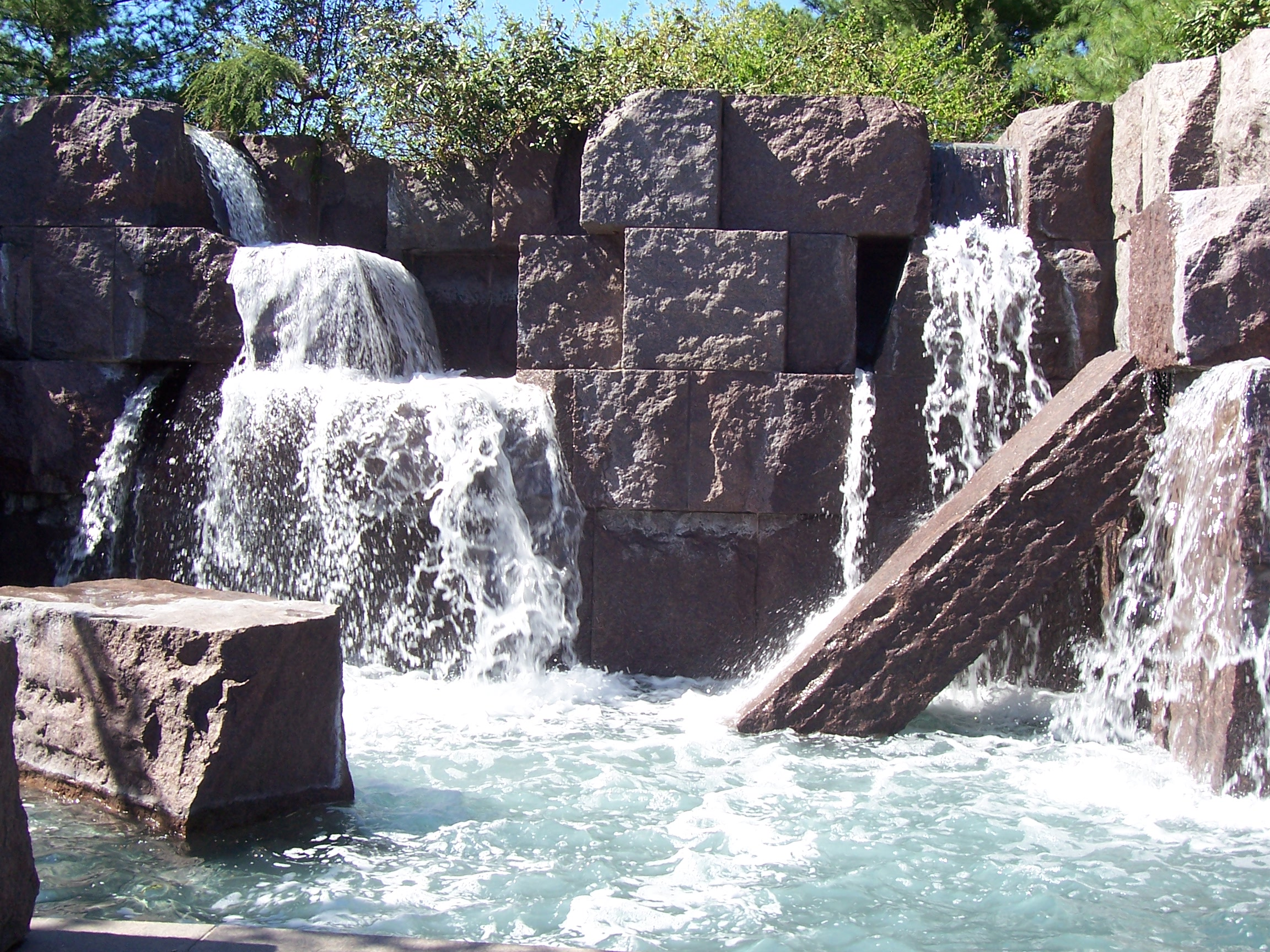
Kleine künstliche Wasserfälle in der Gedenkstätte